# Lac Simcoe
Pour les articles homonymes, voir Simcoe (homonymie).
Le lac Simcoe  est le quatrième plus grand lac d'eau douce de la province canadienne de l'Ontario. À l'ouest, se trouve la baie Kempenfelt, la baie Cook au sud et le lac Couchiching au nord. Ce lac a été longtemps considéré comme une troisième baie mais vu la distance du passage entre les deux lacs, il a été considéré qu'il s'agissait d'un lac à part entière. Ce passage était énormément utilisé par les Indiens pour leur pêche spéciale.

## Histoire
Le lac fut d'abord appelé au XVIIe siècle Ouentironk (« Belle eau ») par les Hurons. En 1687, Louis-Armand de Lom d'Arce de Lohontant le nomme lac Toronto (qui signifie en iroquois le passage). Le lac mesure 30 km de long sur 25 km de large et sa superficie est de 725 km2. Le nom de la ville de Toronto provient d'ailleurs du nom de ce passage entre le lac Ontario et le lac Huron. La rivière de sortie du lac nommée rivière Severn s'appelait d'ailleurs à l'époque rivière Toronto. Les commerçants français l'appelèrent lac aux Claies en référence à un type de pêche réalisé à l'époque par les Indiens sur ce lac. Il fut renommé par le lieutenant-gouverneur du haut-Canada John Graves Simcoe en 1793 en l'honneur de son père.
La ville de Barrie sur ses rives a subi une des pires tornades de l'histoire canadienne lors de l’éruption de tornades le 31 mai 1985 en Ontario, Ohio, Pennsylvanie et New York. Huit personnes sont mortes et 155 furent blessées par cette tornade, sans compter des dommages s'élevant à plus de 100 millions de $CAN.

## Géographie

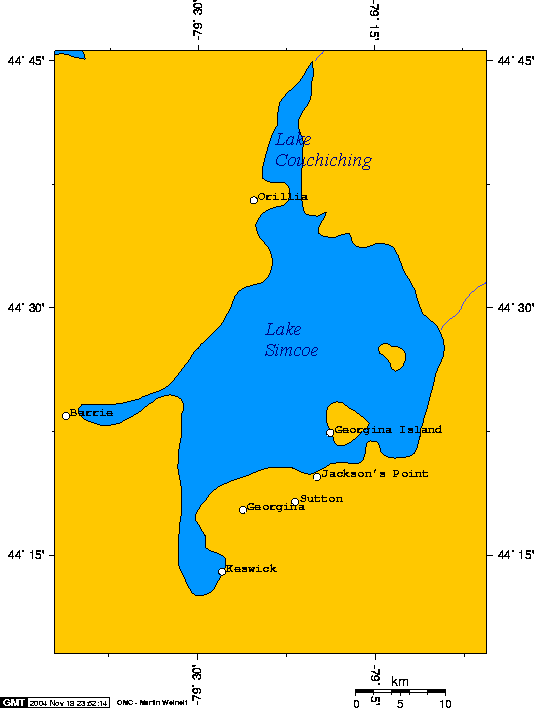
Cartographie du lac Simcoe.

Le lac Simcoe est le vestige d'un lac préhistorique aujourd'hui disparu (le lac Algonquin). Ce lac comprenait également le lac Huron, le lac Michigan, le lac Supérieur, le lac Nipigon et le lac Nipissing. La fonte de la calotte glaciaire de l'ère glaciaire réduisit fortement le niveau des lacs de la région et ce super lac se sépara en plusieurs plus petites entités distinctes.
Le lac Simcoe a globalement la forme d'une poignée de main dont le pouce et l'index seraient tendus. Il compte une île importante, l'île Georgina, où se trouve une réserve amérindienne. Il y a également d'autres plus petites îles comme les îles Thorah, Strawberry, Snake et Fox. De nombreuses rivières s'écoulent dans le lac, la plupart au nord du lac. À l'est se trouve la rivière Talbot, qui est la plus importante rivière alimentant le lac. Cette rivière conduit aux lacs Kawartha. La rivière Severn joint le lac Huron. Un canal navigable fait également la jonction entre les lacs Ontario et Huron en passant par le lac Simcoe, tout en utilisant les deux rivières précitées.

### Quelques rivières et criques du lac
- Bluffs Creek (Crique à pics)
- Beaver River (Rivière Castor)
- Holland River
- Maskinonge River
- Peferlaw Brook
- Black River (Rivière Noire)
- Talbot River (Rivière Talbot)
- White's Creek (Crique Blanche)

## Population environnante
Le bassin versant du lac est peuplé d'environ un demi-million d'habitants. La ville de Georgina se situe au sud du lac. Le nord du lac est un endroit populaire pour les loisirs. Près du lac, se retrouve la localité de Barrie au niveau de la baie de Kempenfelt et Orillia à l'entrée du passage vers le lac Couchiching.

## Écologie
D'un point de vue écologique, le lac est touché par la pollution aux phosphates qui a pour conséquence l'apparition d'un excès d'algues qui captent l'oxygène nécessaire à la survie des poissons. Plusieurs initiatives visent à améliorer la qualité de l’eau qui est utilisée par certaines localités.